# Massacre de Tulle
Vous lisez un « article de qualité » labellisé en 2008.
Le massacre de Tulle est un ensemble de crimes commis dans la ville de Tulle par la 2e division SS « Das Reich » le 9 juin 1944, trois jours après le débarquement en Normandie. Après une offensive des FTP, les 7 et 8 juin 1944, au cours de laquelle les troupes allemandes perdent au moins 35 soldats et tuent dix-huit garde-voies, l'arrivée d'éléments de la « Das Reich » contraint les maquisards à évacuer la ville. 
Le 9 juin 1944, après avoir raflé les hommes de 16 à 60 ans, les SS et des membres du Sipo-SD vouent 120 habitants de Tulle à la pendaison, dont 99 sont effectivement suppliciés. Dans les jours qui suivent, 149 hommes sont déportés à Dachau, où 101 perdent la vie. Au total, les crimes de la Wehrmacht, de la Waffen-SS et du Sipo-SD font 218 victimes civiles à Tulle.

## Contexte historique

### La division « Das Reich»

Insigne de la 2e SS-Panzer-Division Das Reich.

Au début de 1944, après avoir subi de lourdes pertes sur le front de l'Est, la 2e division blindée SS « Das Reich », sous le commandement du Gruppenführer Heinz Lammerding, est regroupée dans la région de Montauban, pour être reformée en prévision d'un débarquement allié quelque part sur le front Ouest. Elle est composée de 18 000 hommes appuyés de blindés légers, semi-chenillés et de chars.
Cette division présente les quatre critères déterminants pour devenir les auteurs de massacres en France, tels que définis par l'historien Peter Lieb : ses membres sont imprégnés par l'idéologie nationale-socialiste, ils ont combattu sur le front de l'Est, se perçoivent comme une unité militaire d'élite et ont déjà participé à des opérations de lutte contre les partisans.
Au lendemain du débarquement de Normandie, elle reçoit l'ordre de se positionner dans la région entre Tulle et Limoges pour y réduire les maquis qui, depuis l'annonce du débarquement allié, ont intensifié les actions de sabotage et de harcèlement des garnisons allemandes. C'est le régiment « Der Führer » qui est chargé de préparer l'arrivée de la division.

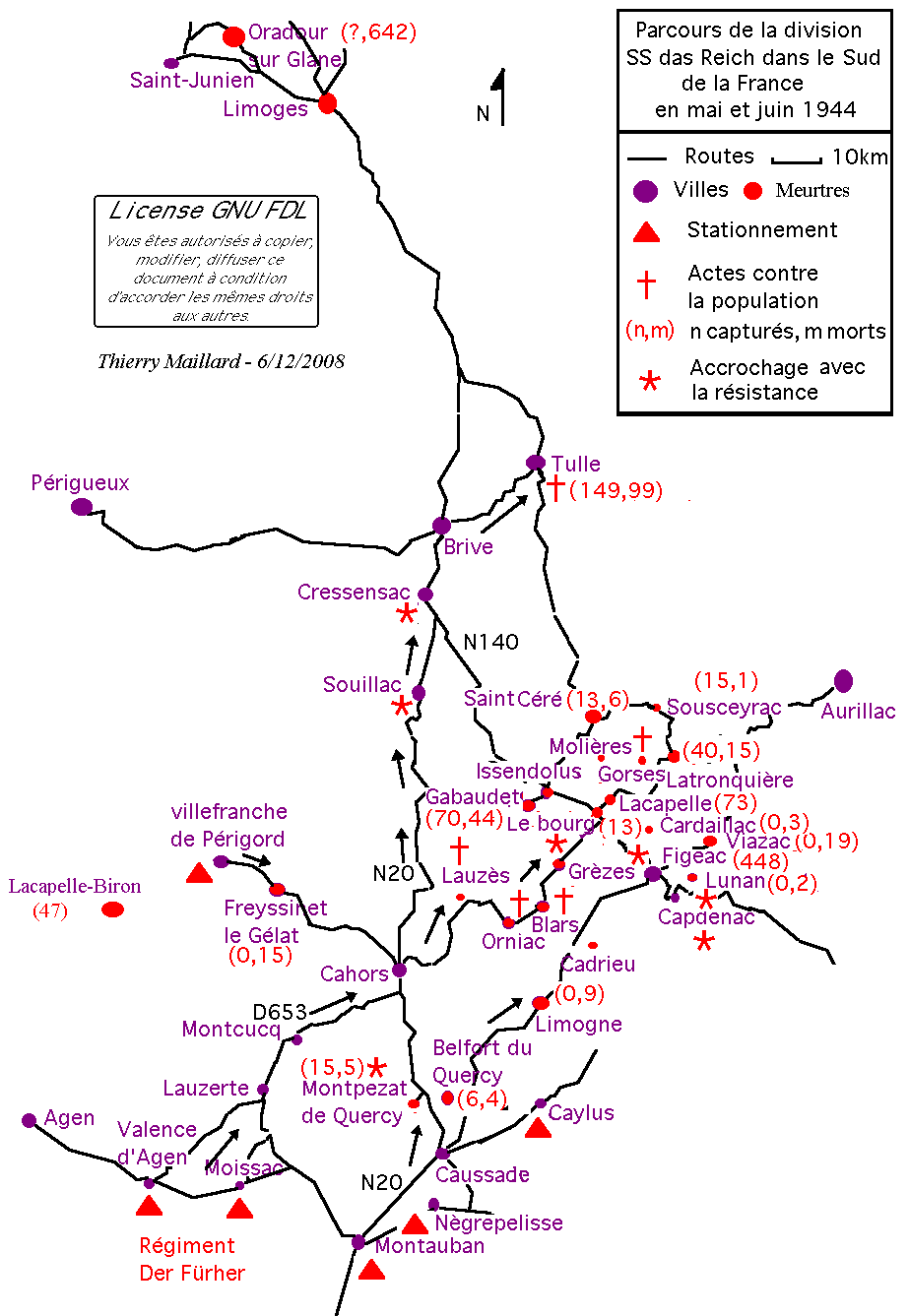
Parcours de la 2e SS-Panzer-Division Das Reich en mai et juin 1944.

La lutte contre les partisans est régie par des ordres émis début 1944, connus sous le nom d’ordonnance Sperrle, du nom du Generalfeldmarschall, adjoint au haut commandement de l'Ouest. Selon ces ordres, la troupe est tenue de riposter immédiatement aux attaques terroristes en ouvrant le feu et si des civils innocents sont touchés, c'est regrettable, mais la responsabilité en incombe exclusivement aux terroristes ; les zones doivent être bouclées et tous les habitants, quels qu'ils soient, arrêtés ; les maisons qui ont abrité des partisans doivent être incendiées. L'ordonnance poursuit en précisant qu'« il ne faut punir que le chef manquant de fermeté et de résolution car il menace la sécurité des troupes qui lui sont subordonnées et l'autorité de l'armée allemande. Face à la situation actuelle, des mesures trop sévères ne peuvent entraîner de punitions pour leurs auteurs ».
Les ordres particuliers du commandant de la division apportent des précisions tactiques : « Les forces de la Résistance doivent être anéanties par des manœuvres d'encerclement. » Le 5 juin 1944, le général Lammerding fait approuver par sa hiérarchie un programme répressif qui reprend les mesures mises en œuvre en Europe de l’Est et à l'arrière du front dans la lutte contre les partisans à partir de 1941. Ce programme prévoit notamment des actions de contre-propagande et de discrimination, « actions ayant pour but de monter la population contre les terroristes » ; il prévoit aussi des arrestations massives et préventives, l'occupation de localités et le ratissage de zones, la réquisition de véhicules. Il précise enfin l'annonce et l'exécution de la disposition que, pour chaque Allemand blessé et pour chaque Allemand tombé, dix terroristes seront pendus (et non fusillés). L'exécution par pendaison n'est pas usuelle dans la justice française. Par son application aux terroristes, ceux-ci seront discriminés et exclus de la communauté du peuple français.
Entre le début mai et le 9 juin, la division, et particulièrement le régiment « Der Führer » effectue, sous les directives du service de renseignements, de nombreuses missions de recherche de bases et dépôts de partisans ainsi que des opérations consécutives aux actes de la résistance. Au cours de ces opérations, une soixantaine de maquisards est tuée et une vingtaine envoyée en déportation ; une centaine de civils est également tuée en diverses circonstances et un millier déporté en Allemagne. Plusieurs centaines de maisons sont incendiées.

### La répression allemande en Corrèze
Compte tenu de l'activité de la Résistance dans la région, la Corrèze et plus particulièrement la ville de Tulle et ses alentours font l'objet de nombreuses interventions des services de sécurité allemands. Le 14 mars 1944, un Kommando de douze membres du Sipo-SD dépendant du Kommandeur der Sicherheitspolizei und Siecherheitsdienst de Limoges, August Meier, arrive à Tulle. Dirigés par le Hauptsturmführer Friedrich Korten, ces hommes participent à la répression des maquis avec des éléments de la Légion nord-africaine sous le commandement de Henri Lafont. Pour le préfet Pierre Trouillé, « Tulle est en révolution : les loups de la Sicherheitspolizei et les charognards de la Gestapo française arrivent de concert. »
Ils collaborent au ratissage systématique effectué au cours du mois d'avril par la « division Brehmer ». Celle-ci n'est pas une véritable division mais un regroupement temporaire d'unités composites, qui comporte notamment le 1er régiment de la 325e division de sécurité et les Géorgiens du 799e bataillon d'infanterie, recrutés parmi les prisonniers de guerre de l'Armée rouge. Du 1er au 7 avril 1944, la division du général Brehmer arrête 3 000 personnes ; dans le village du Lonzac, 17 habitants sont abattus et 24 maisons incendiées ; à Brive, 300 personnes sont arrêtées et envoyées dans des camps de travail en Allemagne. Le bilan des opérations de répression de la division Brehmer se solde par 1 500 arrestations maintenues, 55 fusillades, 128 crimes ou délits dans 92 localités et 200 Juifs assassinés, sans confrontation directe avec le maquis. La division Brehmer quitte la Corrèze en mai, après avoir également dévasté la Dordogne et la Haute-Vienne. Cette vague de répression explique en partie l'attaque de la ville de Tulle par la Résistance qui espère mettre fin aux souffrances de la population.

## Bataille de Tulle

### Libération
L'attaque de Tulle est planifiée par le commandant des maquis FTP de Corrèze, Jacques Chapou, dit Kléber, mi-avril ou début mai 1944 : « à l'origine, il semble bien que cette attaque ait été envisagée sans aucun lien avec le débarquement dont la date était encore imprévisible ». Elle poursuit plusieurs objectifs : « désarmer, et si possible, anéantir la garnison allemande ; désarmer les Gardes Mobiles et s'approprier leurs armes et véhicules ; rendre inoffensifs la Milice et les collaborateurs connus », mais aussi, « creuser des vides dans la garnison, inspirer une crainte salutaire à ses chefs et les amener à se retrancher dans Tulle sans en plus sortir, faisant ainsi cesser, au moins pour un temps, les expéditions contre les maquis. » Contactés, les responsables de l'Armée secrète se montrent tout à fait opposés à une opération contre un centre urbain.
Selon J. Delarue, Tulle est défendue par une garnison de sept cents hommes du 3e bataillon du 95e régiment de sécurité de la Wehrmacht, auxquels il faut ajouter six ou sept cents hommes des Gardes Mobiles et de la Milice française ; B. Kartheuser estime quant à lui les effectifs du 95e régiment de sécurité à 289 hommes, issus des 8e, 13e compagnies et de l'état-major, sur la base d'un relevé détaillé établi le 17 mai. Face à eux, les résistants disposent de 1 350 combattants, dont 450 ne participent pas au déclenchement de l'opération et de 1 350 hommes en soutien. Pour Jean-Jacques Fouché et Gilbert Beaubatie, les forces en présence s'élèvent à un peu plus de trois cents hommes du côté allemand, l'attaque étant lancée par quatre cents FTP, qui sont rejoints ensuite par cent-vingt combattants supplémentaires en milieu d'après-midi le 7 et le 8 au matin.
L'offensive se déclenche le 7 juin 1944 à cinq heures du matin et un coup de bazooka tiré sur la caserne du Champ de Mars où sont cantonnées les forces de maintien de l'ordre donne le signal de l'attaque. Dès six heures, les édifices dans lesquels se trouve la garnison allemande sont cernés ; la poste et la mairie, où les FTP établissent leur poste de commandement sont occupées vers sept heures. À huit heures, la gare elle aussi est prise par les résistants, qui y trouvent dix-huit gardes-voies et un employé des chemins de fer, Abel Leblanc : invités à rejoindre le maquis, ceux-ci préfèrent attendre la fin des combats dans la salle d'attente. À 11 h 30, les forces de la Milice et des GMR hissent le drapeau blanc sur la caserne du Champ de Mars : après des négociations, ils quittent la ville vers seize heures, en emportant tout leur matériel. Pour Elie Dupuy, dont le groupe de combat FTP n'avait pas été touché par l'ordre de repli de Chapou, ce départ est un échec, l'un des buts de l'opération étant de récupérer le matériel de guerre et de transport des forces de l'ordre ; mais avec son seul bataillon de quatre-vingt-dix hommes, il n'a pas les moyens « de poursuivre l'attaque contre la garnison allemande et, en même temps, d'imposer une reddition inconditionnelle aux policiers ».
Pendant ce temps, vers 13 h 30, les Allemands profitent du retrait partiel des maquisards sur les hauteurs ordonné par Chapou et reprennent brièvement le contrôle de la gare, dans laquelle ils découvrent à leur tour les gardes-voies, porteurs d'un brassard blanc, signe distinctif de leur fonction, mais semblable à celui des FTP. Dès que les gardes-voies sortent du bâtiment, sans le moindre interrogatoire, sans même être fouillés, ils sont pris sous le feu des troupes allemandes dans la cour de la gare ou le long des voies menant au garage du chemin de fer départemental, fauchés « par des tirs croisés dont ceux d'une mitrailleuse leur tirant dans le dos », alors qu'ils s'adressent aux Allemands en leur criant « Camarades ! Camarades ! ». Seul Abel Leblanc survit à la fusillade. Pour B. Kartheuser, il s'agit d'un assassinat délibéré, les Allemands étant au courant de la présence des gardes-voies et connaissant leur tenue.
Dans la nuit du 7 au 8, alors que les maquisards, toujours privés des 450 hommes du groupe A, se sont retirés sur les hauteurs, la garnison allemande se regroupe en trois lieux : l'école normale de jeunes filles au nord, la manufacture d'armes et l'école de Souilhac au sud. Les combats reprennent à six heures trente du matin, la principale offensive étant dirigée contre l'école normale, bastion principal des troupes allemandes. Face à la résistance des Allemands, les FTP boutent le feu à l'édifice vers quinze heures. Vers dix-sept heures, dans des circonstances qui restent peu claires et discutées, les Allemands tentent une sortie ou essaient de se rendre : si l'un d'entre eux agite un chiffon blanc, d'autres portent des grenades amorcées. Dans la confusion la plus totale, les maquisards ouvrent le feu à l'arme automatique : certains soldats sont fauchés à bout portant, des grenades explosent, ce qui explique les blessures, terriblement mutilantes observées sur les cadavres. Après la reddition des troupes allemandes, neuf membres du SD sont identifiés, notamment avec l'aide d'une trentaine de maquisards libérés, emmenés au cimetière et fusillés sans jugement. Les combats cessent dès ce moment, les résistants se contentant de maintenir l'encerclement de la manufacture d'armes et de l'école de Souilhac, qu'ils comptent attaquer le lendemain. Alors que les blessés allemands et français sont emmenés à l'hôpital, Kléber se rend à la préfecture et demande au préfet Pierre Trouillé de continuer à assurer la direction de l'administration. Pour la résistance, à l'exception des deux petits bastions à prendre le lendemain, Tulle est libérée.
Les pertes allemandes sont estimées à 37 morts, 25 blessés et 35 disparus par Sarah Farmer. Pour G. Penaud, elles s’élèvent à une cinquantaine de morts, une soixantaine de disparus, sans doute faits prisonniers et de 23 à 37 blessés. Marcel Godefroy, alias colonel Rivière, commissaire aux opérations de l'interrégion B des FTPF, déclarera plus tard que sur 54 prisonniers de la Wehrmacht retenus à Meymac, 47 furent exécutés le 10 juin après avoir rejetés la proposition de rejoindre les partisans. 7 autres, tchécoslovaques et polonais d'origine, seront intégrés dans la FTP-MOI.

### Réoccupation
Le 8 juin, à 21 h, les premiers chars de la 2e division blindée SS Das Reich arrivent à Tulle par trois axes de pénétration, prenant les maquisards par surprise. Les postes de l'Armée secrète et des FTP établis à distance ayant été balayés par les blindés, aucune alerte n'a pu parvenir à temps à Tulle. Les maquisards quittent immédiatement la ville vers les hauteurs, sans livrer de combats, face à « une colonne de secours […] [qui] ne comprenait que des éléments lourds et disposait d'une puissance de feu considérable » : si des tirs de bazookas depuis le plateau qui domine la ville auraient pu infliger des pertes aux éléments de la Das Reich, les résistants y renoncent par crainte de causer de lourdes pertes parmi la population civile. Les SS installent leur premier poste de commandement dans le quartier de Souilhac, près de la manufacture d'armes, avant de s'installer, le lendemain en fin de matinée, à l'hôtel Moderne. À ce moment, l'officier le plus élevé en grade est le SS-Sturmbannführer Kowatsch, officier de renseignement de l'état-major de la division. Durant toute la nuit du 8 au 9 juin, les SS patrouillent dans la ville et assurent l'encerclement de celle-ci.
Le 9 juin, à six heures du matin, les Allemands fouillent la préfecture et menacent d'exécuter le préfet Pierre Trouillé, après avoir découvert des armes et munitions abandonnées par les Gardes Mobiles. Alors qu'il va être fusillé par des SS commandés par un sous-officier, le préfet échappe à l'exécution en indiquant qu'il a un rang équivalent à celui d'un général, et en exigeant de parler à un officier supérieur avant d'être fusillé. Il parvient à convaincre l'officier qui se présente de rendre visite aux blessés allemands soignés à l'hôpital. Durant la visite, un des blessés allemands confirme à l'officier que le préfet a empêché un maquisard de les fusiller : « cet homme nous a sauvé la vie » ».

## Massacre

### Rafle
« Habitants de Tulle, vous avez suivi mes instructions et conservé pendant les dures journées que vient de traverser votre cité un calme exemplaire. Je vous en remercie. Cette attitude et la sauvegarde des militaires allemands blessés ont été les deux éléments qui m'ont permis d'obtenir du commandement allemand l'assurance que la vie normale allait reprendre dans la journée. »

— Proclamation du préfet Pierre Trouillé diffusée par haut-parleur, le 9 juin 1944, vers dix heures du matin.
Le 9 juin, entre neuf et dix heures, le SS-Sturmbannführer Aurel Kowatsch déclare au préfet Trouillé, et au secrétaire général de la préfecture, M. Roche : « votre geste [les soins apportés aux blessés allemands] ne sera pas négligé par le commandant allemand qui en tiendra compte à la population dans la répression inévitable du crime commis contre nos camarades de la garnison de Tulle » ; il leur annonce, alors que la rafle a déjà commencé, la mise en arrestation de tous les hommes de seize à soixante ans et autorise « la libération de tous les indispensables après vérification de leur attitude ».
Selon Trouillé et Roche, Kowatsch prend ses ordres directement auprès du général Heinz Lammerding, vraisemblablement par radio. La rafle touche une population désemparée par les événements : « par petits groupes, les SS ratissent les quartiers et les rues ; ils entrent dans les logements, examinent les hommes qu'ils font sortir ; aux femmes, ils affirment qu'il s'agit d'un contrôle d'identité, que l'absence de leur époux, fils ou frère ne sera pas longue et qu'il est inutile d'emporter des provisions. » « Encadrés par les SS nous descendons le quai de Rigny. […] Un groupe plus important s'amalgame au nôtre. […] Nous gagnons lentement Souilhac : des auto-chenilles, des tanks sont en bon ordre, rangés le long des trottoirs. […] Notre groupe se joint à d'autres ; d'autres groupes se joignent au nôtre ; et comme l'inquiétude rapproche, les mains se serrent. […] Nous marchons la tête haute, dissimulant au mieux notre angoisse. » Les membres des chantiers de jeunesse, rassemblés dans la caserne des Enfants de troupe, sont également emmenés vers la manufacture d'armes. Au total, près de 5 000 hommes et jeunes gens sont regroupés devant la manufacture.

### Tri
Conformément à l'accord passé avec Kowatsch qui avait autorisé la libération des personnes indispensables à la reprise d'une activité normale dans la ville, des responsables français se rendent à la manufacture d'armes pour négocier l'élargissement d'une partie des personnes raflées. « On remarqua bientôt le maire (le colonel Bouty) accompagné de plusieurs personnages, des chefs de service, le directeur de l'énergie industrielle, le chef de gare et d'autres employés avec leurs larges casquettes dorées, l'inspecteur d'académie - parmi nous - mais ces messieurs restèrent là-haut, sur la chaussée, en compagnie des officiers allemands… Cela sentait la collaboration. » Les représentants des autorités françaises obtiennent la libération de 3 500 des 5 000 hommes et jeunes gens. Parmi eux, les employés de l'État et de la préfecture, de la mairie, des PTT, du gaz, des services des eaux, financiers et des colonies de vacances, des chefs d'atelier et agents de maîtrise de l'usine de La Marque et de la manufacture d'armes, des électriciens, des boulangers, des épiciers, des maraîchers, les médecins, mais ni les dentistes, ni les enseignants. « Cette première partie de la sélection des otages avait été conçue par les SS pour compromettre les autorités locales ; Lammerding s'en souviendra lorsqu'il sera interrogé en 1962, il affirmera que le maire désigna les maquisards. » Parmi les suppliciés certains sont effectivement des résistants tel Pierre Souletie et son beau-frère, Lucien Ganne.

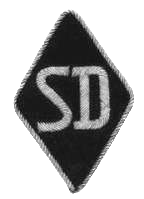
Symbole du SD cousu au bas de la manche gauche des uniformes SS.

Après l'intervention des autorités françaises une seconde sélection est effectuée parmi les otages, sélection menée par les Allemands et eux seuls. Le principal responsable de ce deuxième tri est l'interprète du Kommando du Sipo-SD, Walter Schmald, qui a survécu aux combats des deux jours précédents. Si Schmald n'a sans doute pas agi seul et s'il a vraisemblablement été assisté par d'autres membres du SD venus de Limoges, sa présence et son action ont frappé tous les témoins, pour lesquels Schmald incarne le processus de désignation des victimes. Aux côtés de Schmald, « le bossu » ou « le chacal », Paula Geissler, interprète de la Wehrmacht attachée au directeur allemand de la manufacture d'armes, surnommée « la chienne », participe également au tri et fait libérer seize à dix-sept otages, des ingénieurs de la manufacture ou des hommes qu'elle connaissait, dont le fils d'un pharmacien.
L'abbé Jean Espinasse, arrêté chez lui vers neuf heures trente, décrit Schmald comme « un Allemand revêtu d'une vieille capote défraîchie, sans galon ni insigne d'aucune sorte, la tête découverte, l'air fatigué et qui s'adresse à lui dans un excellent français en lui déclarant : « Je suis un des quatre survivants du combat d'hier. [...] Nous étions presque tous des Rhénans catholiques. Nous aurions bien voulu avoir un prêtre pour nous assister. » Pour Antoine Soulier, il a de longs cheveux blonds avec des reflets fauves et ramenés en arrière, le visage rasé, le teint mat, 30 ans environ, [les] yeux toujours demi-fermés pour mieux voir, et surtout la demi-lèvre supérieure droite toujours relevée, comme gonflée de venin.
Les otages sont répartis en trois groupes, de taille et de composition variable au fur et à mesure de la sélection qui débouche sur la constitution de deux groupes de soixante hommes, suspects, selon Schmald, de participation à la Résistance en se fondant sur des éléments comme le fait qu'ils soient mal rasés ou que leurs chaussures ne soient pas cirées. Pour J. Espinasse, si Schmald demande à vérifier certaines cartes d'identité, [il] juge les gens sur la mine et, on ne sait pourquoi, les désigne pour faire part du petit groupe de gauche [les futures victimes]. Selon Trouillé, « les trois groupes sont constamment modifiés, soit par le jeu des libérations, soit par le choix de quelques SS dont Walter, le ténébreux Walter ». Schmald veille à maintenir le nombre de 120 hommes destinés à l'exécution, qui n'est pas encore annoncée : lorsque diverses interventions aboutissent à faire libérer l'un de ceux-ci, Schmald en sélectionne un autre dans le groupe principal : « sauver un ami, c'était du même coup condamner un autre homme, inconnu [...] avec pour résultat de ne laisser aux mains des bourreaux que les plus vulnérables, les plus solitaires, les plus faibles ou les plus malchanceux, ceux qui avaient le plus besoin d'être défendus. » Ce processus débouche sur la réflexion suivante de l'un des survivants, l'avocat Jacques-Louis Bourdelle : « Je m'étonne douloureusement d'apprendre que des Français ou des Allemands tirent vanité d'avoir fait libérer des otages, ils semblent les malheureux, ne pas se rendre compte qu'ils avouent ainsi avoir pris part aux exécutions. Je me rappelle en effet avec quelle terreur mes camarades et moi voyions, après chaque libération, le lieutenant Walter s'approcher de notre groupe et faire un nouveau choix pour compléter le peloton des futures victimes. » Conformément à la note de Lammerding du 5 juin et à l'ordre donné par celui-ci arrivé à Tulle en fin de matinée du 9, ces cent-vingt hommes sont voués à la mort par pendaison.

### Pendaisons
« Quarante soldats allemands ont été assassinés de la façon la plus abominable par les bandes communistes. [...] Pour les maquis et ceux qui les aident, il n'y a qu'une peine, le supplice de la pendaison. [...] Quarante soldats allemands ont été assassinés par le maquis, cent vingt maquis ou leurs complices seront pendus. Leurs corps seront jetés dans le fleuve. »

— Affiche signée par le général commandant des troupes allemandes, placardée à Tulle
Vers quinze heures trente, Kowatsch en réponse à une dernière intervention du préfet qui demande que les exécutions n'aient pas lieu par pendaison, lui répond que « nous avons pris en Russie l'habitude de pendre, nous avons pendu plus de cent mille hommes à Kharkov et à Kiev, ce n'est rien pour nous. » Il demande au colonel Bouty, président de la délégation spéciale, d'annoncer au groupe principal de prisonniers qu'ils doivent assister aux exécutions. Avant que ceux-ci soient conduits sur la place de Souilhac, Bouty leur déclare : « J'ai une nouvelle bien pénible à vous annoncer : vous allez assister à une exécution. Je vous demande le plus grand calme. Ne faites pas un geste, ne dites pas une parole. »  À leur arrivée, les prisonniers découvrent, sur plusieurs centaines de mètres, des cordes terminées par un nœud coulant accrochées aux arbres, aux réverbères et aux balcons. Les préparatifs ont été assurés, dès la fin de la matinée, par le SS-Hauptsturmführer Wulf, chef du bataillon de reconnaissance et par son adjoint, l'Oberscharführer Hoff, chef de la section de pionniers, qui fait appel à des volontaires pour effectuer les pendaisons.
Les victimes désignées pour la pendaison sont conduites sur les lieux de leur exécution par groupe de dix. « Chacun d'eux se trouva bientôt au pied d'une échelle, entre les mains de deux des bourreaux. Deux SS se tenaient près de chaque corde ; l'un d'eux gravissait les degrés d'une seconde échelle ou d'un escabeau en même temps que le condamné. Dès que celui-ci atteignait la hauteur voulue, il lui passait le nœud coulant, le serrait, et le second SS enlevait brutalement l'échelle du supplicié. » Dans certains cas, les bourreaux, tous volontaires, se suspendent aux jambes de leur victime, le frappent ou l'achèvent à la mitraillette ou au pistolet. « Parfois, pour accélérer l'exécution, les barbares poussent leur victime à coups de crosse et avec des cris terribles donnent des coups de pied à l'échelle qui tombe. » À la suite de l'intervention du colonel Bouty auprès d'un officier allemand, l'abbé Espinasse a été autorisé à offrir son ministère à ceux qui vont mourir. Il assiste aux premières exécutions. Lors de celle du premier groupe, « dans un cas [...], la victime, mal pendue sans doute, s'agite par spasmes ; alors, je vois le soldat qui venait d'ôter l'échelle s'en servir pour frapper le supplicié jusqu'à son immobilisation complète » ; par la suite, il constate que « le peloton d'exécution presse la marche des condamnés, et non sans violence ; je vois encore le soldat brisant, d'un geste rageur, la crosse de sa mitraillette sur le dos d'une victime qui a un mouvement d'horreur et d'arrêt à la vue des pendus. » « Pouvons-nous imaginer la scène ? Des hommes immobiles sous la contrainte, des soldats en dessous des potences, des groupes d'otages conduits au supplice, et le silence. » Pendant toute l'opération, Paula Geissler et un groupe de SS assistent aux pendaisons en vidant de bonnes bouteilles à la terrasse du café Tivoli, au son d'un phonographe.

### 99 victimes
« Pourquoi les exécutions ont-elles été arrêtées à 99 victimes? [...] 99 est un chiffre incompréhensible qu'on ne peut raccorder à rien. Par son absence de signification, le nombre des victimes restera un mystère. »

— Jean-Jacques Fouché et Gilbert Beaubatie.
Dans les versions successives de son témoignage, l'abbé Espinasse s'attribue, et à lui seul, le mérite d'avoir fait arrêter les pendaisons. Selon lui, alors que neuf groupes, soit quatre-vingt-dix hommes, ont déjà été pendus, et après avoir été ramené dans la cour de la manufacture d'armes après le meurtre de vingt ou trente Tullistes, il constate que le dixième groupe comporte treize hommes. Il intervient auprès de Walter Schmald et obtient non seulement que quatre hommes soient extraits du groupe, mais aussi que celui-ci soit le dernier à marcher vers la pendaison. Le nombre des victimes s'arrête donc à quatre-vingt-dix-neuf,.
Cette version, reprise par de nombreux auteurs, est radicalement remise en cause par Bruno Kartheuser, qui juge ce récit incohérent et peu plausible. Kartheuser souligne tout d'abord que l'intervention décisive que s'attribue l'abbé Jean Espinasse n'est confirmée par aucun témoin, alors que plusieurs centaines de personnes sont rassemblées dans la cour de la manufacture ; cette intervention n'est pas mentionnée dans la déclaration faite en 1948 par le président de la délégation spéciale de Tulle, le colonel Bouty, qui attribue interventions et sauvetages au directeur des Établissements Brandt - Usine de La Marque, Henri Vogel, au directeur adjoint de la Manufacture d'armes de Tulle, Laborie et à l'ingénieur en chef des Ponts et Chaussées, Lajugie. Trouillé n'attribue à l'abbé que la grâce de trois hommes, « Vogel s'est magnifiquement débattu avec les officiers SS en vue de libérer quelques-uns de ses ouvriers condamnés au supplice [...]. De la sorte, il a obtenu quatre grâces et a permis au sous-directeur de la manufacture d'armes, Laborie, d'en réclamer et d'en enlever autant ; Lajugie, ingénieur en chef du service vicinal [...] est encore épuisé des efforts déployés en vain pour sauver du supplice un ingénieur de son service. » L'« intervention décisive » d'Espinasse n'est également pas reprise dans la citation lors de la remise à l'abbé de la Médaille d'argent de la Croix-Rouge française, en 1945, qui n'évoque que ses mérites sacerdotaux et l'assistance matérielle qu'il a apportée aux suppliciés. Enfin, pour Kartheuser, compte tenu du strict respect de la hiérarchie en vigueur dans la SS, il n'est pas possible que Schmald ait pris la décision d'arrêter les exécutions, alors que celles-ci avaient été ordonnées par le général Lammerding (qui déclare après guerre que c'est sur son ordre que les pendaisons ont été arrêtées avant les 120 victimes prévues), que les pendaisons avaient été supervisées par Kowatsch et que l'un des supérieurs de Schmald au SD était présent sur les lieux.
Pour Fouché et Beaubatie, « le nombre de 99 victimes a été la conséquence d'une accumulation de données matérielles indépendantes les unes des autres [...] Mais plus encore que le nombre, la mise en scène des pendaisons devait renforcer la terreur de longue durée. L'efficacité n'était pas liée à un chiffre précis, mais bien plus encore, à la mise en spectacle de la violence destinée à humilier les hommes. »
D'après le documentaire d'Arte « Das Reich », une division SS en France de Michaël Prazan, l'arrêt des pendaisons serait dû principalement à une pénurie de cordage.
Les corps des suppliciés sont dépendus en début de soirée par des membres des chantiers de jeunesse, sous les ordres d'hommes de la 4e compagnie du bataillon d'éclaireurs ; malgré l'intervention des autorités locales, ils sont enterrés sur le site d'une décharge publique, à Cueille, sans aucune procédure d'identification, avec une brève cérémonie improvisée et écourtée par les Allemands, au cours de laquelle l'abbé Espinasse, en présence du préfet en uniforme et de son directeur de cabinet, bénit les corps.

### Déportations

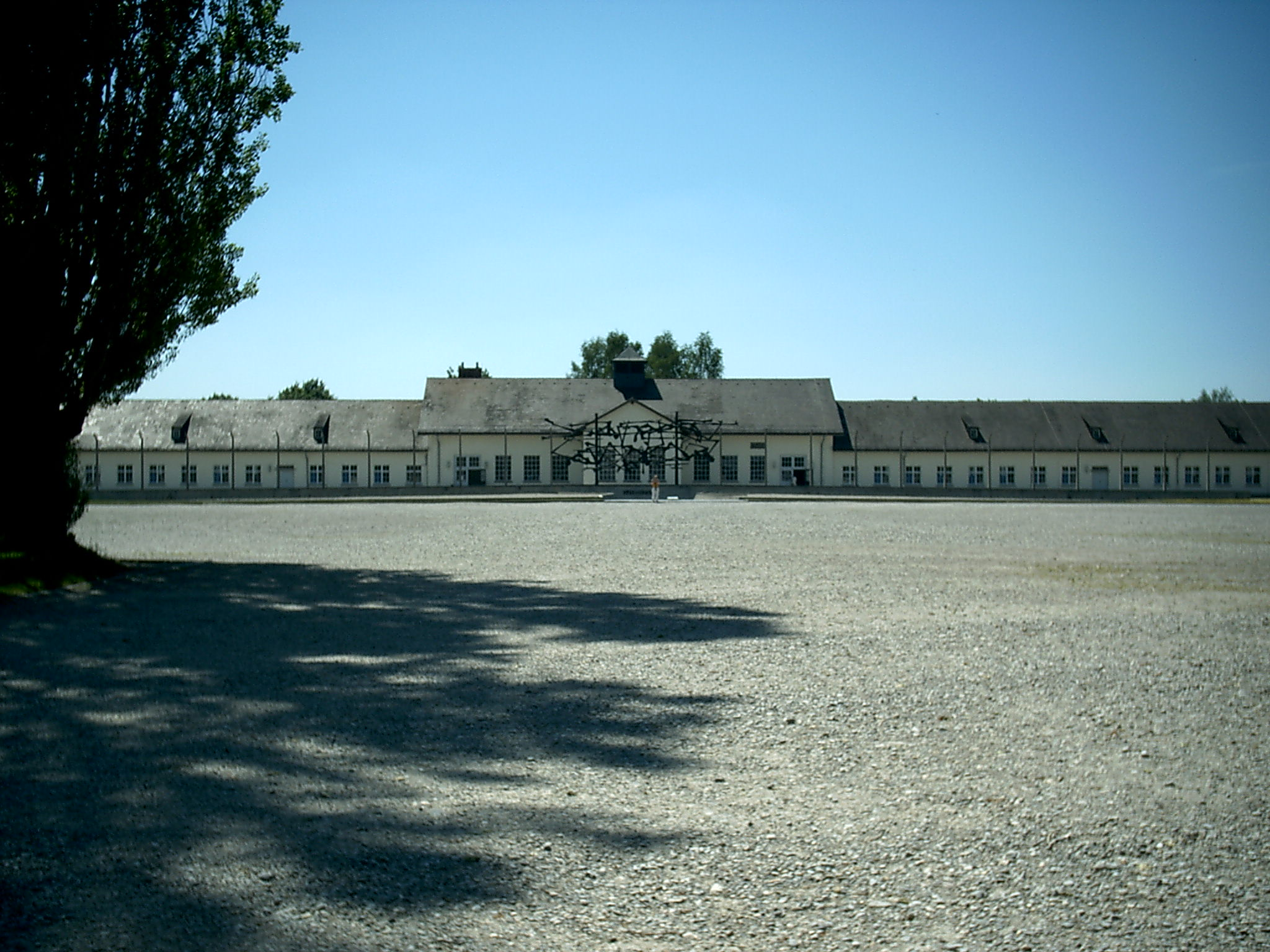
Le camp de concentration de Dachau en 2005.

Le 10 juin, les otages restés à la Manufacture des armes de Tulle sont traités de la même manière que lors de la sélection, la veille, des victimes des pendaisons : négociations entre membres de la « Das Reich » et du SD, dont Walter Schmald, et les autorités françaises, formation de groupes promis à la déportation, libération d'otages grâce à des interventions. Trois cent onze hommes et six cent soixante jeunes membres des chantiers de jeunesse sont transférés de Tulle à Limoges. Après un nouveau tri, dans lequel des membres de la Milice jouent un rôle essentiel, 162 hommes et tous les membres des chantiers de jeunesse sont libérés ; 149 prisonniers sont transférés à Poitiers, puis à Compiègne, d'où ils partent vers le camp de concentration de Dachau le 2 juillet : 101 ne survivent pas au voyage ou à la déportation.
Le 11 ou le 12 juin, la division entame sa remontée vers le front de Normandie. Avec le massacre de Tulle et celui d'Oradour-sur-Glane, et de nombreuses autres tueries, elle a fait 4 000 victimes, dont de nombreux civils.
La répression se poursuit à Tulle pendant les semaines qui suivent les pendaisons. Du 11 juin au 31 juillet, le laboratoire de la manufacture d'armes est utilisé comme centre de torture, où opèrent des miliciens en coopération avec Walter Schmald. Le 21 juin, le préfet Trouillé y voit trois miliciens âgés au plus de vingt ans, verser de l'acide sur les plaies du visage d'un homme qu'ils venaient de frapper à coups de nerf de bœuf. Tulle connaît également une nouvelle rafle, le 21 juin, à la suite de laquelle 80 hommes sont envoyés en travail forcé en Autriche. Les troupes allemandes en Corrèze se rendent le 16 août 1944.
Au total, les crimes de la Wehrmacht, de la Waffen-SS et du Sipo-SD ont fait 218 victimes civiles à Tulle. « D'une certaine façon, le général SS a atteint son objectif : la discrimination des résistants et la terreur de la population. »

## Analyse

### Analyse des historiens
Les proclamations publiques et les explications allemandes auprès des autorités françaises font systématiquement référence aux éventuels sévices et à l'assassinat de soldats allemands désarmés. Selon la thèse allemande, les représailles sont conformes au droit militaire international, au traité d'armistice et aux conventions de La Haye. À la suite des procès menés en Belgique concernant l'exécution d'otages par les troupes allemandes et à celui mené en Italie pour le massacre des Fosses ardéatines, on peut conclure que le massacre de Tulle a bien été effectué en violation du droit des conflits armés, notamment des articles 40, 41, 46 et 50 du règlement annexe à la 4e convention de La Haye de 1907 concernant les lois et coutumes de la guerre sur terre ainsi que la « clause Martens » du préambule de cette convention,. Bruno Kartheuser conteste quant à lui l'usage même du terme « représailles » : « le meurtre et la déportation de quelques centaines d'habitants de Tulle les 9 et 10 juin relèvent très clairement du crime de guerre. Toute autre appellation, comme celle de représailles, d'épuration ou de mesure expiatoire, appartient au jargon des auteurs de ces crimes et participe de leur logique à eux ».
Le massacre de Tulle avait pour but de punir une des capitales du maquis, pour terroriser d'autres régions, conformément aux pratiques mises en œuvre par la Wehrmacht et la Waffen-SS sur le front de l'Est ; il résulte « de l'action et de l'inaction de beaucoup de personnes », qu'il s'agisse de membres de la Wehrmacht, de la Waffen-SS ou du Sicherheitsdienst.

### Thèse révisionniste
Selon le récit auto-publié du SS-Sturmbannführer Otto Weidinger, plusieurs dizaines de soldats allemands auraient été abattus après leur reddition et de nombreux cadavres auraient porté des traces de mutilations. Cette thèse est reprise et amplifiée par deux autres révisionnistes, Sadi Schneid, pseudonyme d'un ancien Waffen-SS Elimar Schneider, et Herbert Taege, ancien fonctionnaire des Jeunesses hitlériennes,.
Pour les historiens, le récit de Weidinger n'a aucun crédit. Eberhard Jäckel « doute de la véracité de ces affirmations et se demande si les atrocités alléguées n'ont pas servi de justification au comportement des SS. » Pour G. Penaud, « divers témoignages de militaires ou de civils allemands retrouvés par Bruno Kartheuser sont assez contradictoires sur la question des mutilations dont auraient été victimes, d'après la rumeur, les victimes allemandes ; à vrai dire, à la lecture des déclarations ultérieures de SS, il n'a pas trouvé une seule qui rapporte un témoignage direct de ces atrocités : tous ceux qui exprimèrent ce reproche [...] colportèrent indirectement les dires de témoins dont il semble difficile de soutenir la crédibilité. »
Bruno Kartheuser a réfuté point par point ces thèses révisionnistes. Le seul fait contraire à l’article 23c et 23d de l'annexe à la convention de La Haye de 1907 concernant les lois et coutumes de la guerre sur terre qui stipule qu’«  il est notamment interdit [...] de tuer ou de blesser un ennemi qui, ayant mis bas les armes ou n'ayant plus les moyens de se défendre, s'est rendu à discrétion [ainsi que] de déclarer qu'il ne sera pas fait de quartier », consiste en l'exécution sans jugement de neuf membres du SD et gestapistes en fin de l'après-midi du 8 juin. Quant aux prétendues mutilations, il ne s'agit que des traces d'impact de mitrailleuse. Selon un témoin, Robert Lajugie, « dès la reddition des assiégés, j'ai vu les corps des victimes. Certains, assurément, étaient abîmés et il est exact que des crânes laissaient échapper leur cervelle, mais c'était là le résultat d'une concentration des tirs d'armes automatiques. [...] C'est dans cet état que les éléments de la 2e SS-Panzer-Division « Das Reich » trouvèrent leurs compatriotes avec, en plus, cette aggravation que les camions venus enlever les cadavres furent pris par les arrivants, fous furieux, pour les instruments dont on se fût servi pour écraser les corps ou les têtes. » Ce récit est confirmé par Heinz Schmidt, médecin du 3e bataillon du 95e régiment de sécurité : « Parce qu'on voulait avoir une justification présentable d'une certaine manière au niveau international pour les mesures de représailles, je fus cité en qualité de médecin de la place auprès du médecin principal de la division « Das Reich ». Il me demanda si j'avais constaté des mutilations sur les cadavres de nos soldats tombés la veille. Contrairement aux affirmations disant que cela avait été le cas, j'ai déclaré énergiquement que je n'avais pas constaté de mutilations sur les soixante morts que j'avais vus. »
À propos du livre de Schneid, Kartheuser écrit qu'il « formule, de la manière la plus grossière entre toutes les versions qui ont circulé, les reproches de mutilations voulues opérées sur certains cadavres allemands. Schneider n'évoque pas ce qu'il a vu. [...] Il ne fait que colporter une version qui fut répandue dès les premiers jours, entre autres par les milieux SS et nazis d'époque mais également par la propagande officielle. » Il remarque également que Weidinger et Taege ne se basent, eux aussi, sur aucun témoin direct.

## Suites du massacre
Walter Schmald, du SIPO-SD est capturé par des maquisards à Brive le 15 août 1944, et exécuté par ceux-ci le 22 août, sans avoir fait l’objet d’un procès.
Otto Weidinger, dernier commandant du régiment « Der Führer » est interrogé au sujet du massacre pendant sa détention de 1947 à 1951. Il ne fait l’objet de poursuites que pour son adhésion volontaire à la Waffen-SS, jugée comme organisation criminelle lors du procès de Nuremberg, et est acquitté. Après sa libération, il écrit de nombreux ouvrages sur la 2e SS-Panzer-Division « Das Reich », considérés en France comme révisionnistes.
La première enquête, qui porte sur l'assassinat de dix-huit garde-voies est clôturée 25 mars 1948, et fonde le procès qui s'ouvre à Bordeaux le 29 mars 1949, où comparaissent dix membres du 95e régiment de sécurité, responsable du meurtre de dix-huit gardes-voies, sous les ordres du capitaine Franz Reichmann, commandant du 3e bataillon. Les trois officiers inculpés sont condamnés à quinze (Franz Reichmann, Willi Schlewski) ou dix (Jean Retzer) ans de travaux forcés ; 4 inculpés sont reconnus coupables mais libérés sous l'excuse absolutrice d'avoir agi sur ordre et trois sont acquittés. Schlewski et Retzer sont libérés le 18 septembre 1952 et Reichmann le 25 janvier 1953.
L’information judiciaire ouverte le 18 juin 1947 sur les pendaisons de Tulle débouche notamment sur un rapport provisoire rédigé par le commissaire de police criminelle Félix Hugonnaud, qui conclut que les pendaisons furent apparemment commandées par le SS-Gruppenführer Heinz Lammerding, à l'encontre duquel trois mandats d’arrêts successifs sont décernés. Le procès (affaire contre Kahn et autres. Pendaisons de Tulle) s'ouvre à Bordeaux le 4 juillet 1951 et le verdict est prononcé le lendemain. Seules cinq personnes y sont accusées : quatre officiers de la division « Das Reich » - Lammerding, Aurel Kowatsch, chef d'état-major de la division, Heinrich Wulf, commandant de la section de reconnaissance, Otto Hoff, commandant de la section de pionniers qui a procédé aux pendaisons, et une employée allemande de la Manufacture d'armes de Tulle, Paula Geissler. Cette dernière n'est accusée que de n'avoir pas sauvé un ingénieur de la MAT, ce qu'elle aurait pu faire sans courir de risque personnel. Curieusement, le tribunal omet de mettre en accusation la centaine d'acteurs, les membres du commando d'exécution qui auraient pu être décelés facilement.
Lammerding et Kowatsch, ce dernier tué en mars 1945 à la frontière hongroise, sont condamnés à mort par contumace ; Hoff et Wulf écopent de dix ans de travaux forcés et Paula Geissler de trois ans de prison. Après un appel devant le tribunal de Marseille, la peine de Hoff est réduite, le 27 mai 1952 à cinq ans absorbés par la détention déjà effectuée. Hoff est donc libéré au prononcé du jugement d'appel, comme l'avait été, la semaine précédente, Wulf, gracié par le président de la république Vincent Auriol. Après sa condamnation à mort, Lammerding fait l'objet d'une demande d'extradition du gouvernement français auprès des troupes d'occupation britanniques fin janvier 1953 et le Haut-Commissariat britannique décerne à son tour un mandat d’arrêt à son encontre le 27 février 1953, conformément à la loi no 10 du Conseil de contrôle allié. Il n'y a aucune suite à ces demandes et Lammerding n'a jamais été inquiété par la justice.
Jusqu’à sa mort, Lammerding a nié toute responsabilité dans le massacre de Tulle, en déclarant que l'initiative avait été prise par le SS-Sturmbannführer Kowatsch : « connaissant la hiérarchie rigoureuse et la discipline terriblement rigide qui régnaient dans le corps des SS, une telle affirmation ne mérite aucun crédit. » Après avoir également nié, dans un premier temps, sa présence à Tulle, il a affirmé qu'il n'y était arrivé que tard dans l'après-midi, après les pendaisons : or l'ordre du jour de la division pour le 10 juin 1944 est rédigé par Lammerding à Tulle et daté du 9 juin à douze heures quinze ; cette mention « a été plus tard surchargée à la main en vingt-trois heures quinze. » La présence de Lammerding à Tulle aux environs de midi le 9 juin est également attestée par le médecin militaire de la garnison allemande, Schmidt.
Une procédure est ouverte à l'encontre de Lammerding par le « Zentralstelle in Nordrhein-Westfalen » en décembre 1961, procédure au cours de laquelle Lammerding est interrogé en février 1962 ; le 9 octobre 1962 le directeur du « Zentralstelle des Landes NRW für die Bearbeitung nazionalsozialistischer Massenverbrechen » signifie l'arrêt des poursuites en se basant sur la seule version des événements de Lammerding.
Ce n'est qu'au détour d'une procédure au civil, intentée à Düsseldorf par Lammerding contre l'hebdomadaire communiste Die Tat, qui l'avait accusé dans son édition du 17 juillet 1965 d'avoir été condamné à mort en France pour le meurtre de nombreux otages, que la justice allemande établit, sans conséquences concrètes toutefois, la responsabilité de Lammerding dans le massacre de Tulle. Les attendus du jugement qui déboute Lammerding sont particulièrement clairs : « Un groupe de 120 hommes, la plupart jeunes, furent sélectionnés, leur groupe fut réduit sur l'intervention de plusieurs citoyens français de cette ville au chiffre de 99. Ces 99 furent tués d'une manière cruelle, sans jugement et sans qu'on leur ait prouvé leur participation à l'attaque des partisans la veille. Son affirmation [celle de Lammerding] selon laquelle il se serait agi dans le chef des 99 tués de partisans et non pas d'otages, est inexacte. Par ailleurs, il ne la maintient plus. [...] Ici, les suppliciés ont été tués en vengeance pour des attaques de partisans déjà commises et comme dissuasion pour des attaques de partisans futures. On peut à juste titre appeler la mise à mort de telles personnes civiles de meurtres d'otages, puisque ces mises à mort sont encore plus abjectes que la mise à mort de véritables otages. »
Une dernière tentative pour traduire Lammerding devant la justice fait suite à la publication de l'ouvrage de Jacques Delarue, Trafics et crimes sous l'occupation, en 1968. À la suite de cette parution, le député-maire socialiste de Tulle, Montalat, demande le 11 octobre 1968 que le gouvernement français exige de la République fédérale allemande d'introduire une procédure en Allemagne contre Lammerding et estime cette procédure d'autant plus impérieuse que le premier volume d'une apologie de la division « Das Reich » vient de paraître (sous la plume d'Otto Weidinger) en Allemagne. Comme les précédentes, cette tentative reste sans suite. En 1971, Lammerding meurt d'un cancer généralisé à l'âge de 66 ans.
En 2008, le Sénat a adopté un projet de loi portant adaptation du droit pénal français à celui de la Cour pénale internationale. Cette adaptation, partielle, stipule entre autres la prescription des crimes de guerre par trente ans (article 462-10).

## Mémoire et commémorations
« Construite sur des lacunes, des oublis, des valorisations excessives, des rancœurs et des ressentiments, la mémoire des « Evénements de Tulle » demeure partagée »

La première cérémonie à la mémoire des victimes est organisée le 26 août 1944 : elle se limite à un dépôt de gerbes au cimetière de Cueille puis au monument aux morts de la ville et aucun discours n'est prononcé ; suivie par une foule nombreuse, elle se déroule en la présence d'un bataillon de FFI, qui, « dans un ordre impeccable », rend les honneurs aux victimes. Le 9 septembre 1944, une messe célébrée par l'abbé Espinasse en présence de l'évêque est célébrée devant les fosses communes de Cueille, avec la participation de deux compagnies de FFI.
Lors des discours prononcés le 19 septembre 1944 à l'occasion de l'arrivée du nouveau préfet, si l'on rend hommage « aux héroïques combattants qui ont établi en France la réputation de la Corrèze », si l'on exprime une « immense reconnaissance à nos glorieux FFI, membre des FTP et de l'AS », les combats des 7 et 8 juin ne sont pas mentionnés et le massacre de Tulle est mis sur le même pied que celui d'Oradour.
Lors de son voyage de deux jours dans le Limousin, le général de Gaulle, alors président du gouvernement provisoire, se rend, le 5 mars 1945, à Oradour-sur-Glane, « manifestant ainsi moins d'un an après le drame une véritable reconnaissance nationale envers les victimes d'Oradour », puis à Limoges, présentée par de Gaulle comme la capitale du maquis ; par contre, il ne se rend pas à Tulle. Pour Fabrice Grenard, l'accent mis sur Oradour par de Gaulle « permettrait de façon implicite de réduire le fossé entre une minorité de résistants et une grande majorité de Français qui ne s'était pas engagée sous l'Occupation. », le massacre d'Oradour étant totalement arbitraire puisqu'il n'y avait aucun maquis dans le secteur.
Une nouvelle cérémonie est organisée le 31 octobre 1945 à l'occasion de la fin des exhumations et de la remise des cercueils aux familles, puis le lendemain, jour de la Toussaint ; lors de son allocution, le préfet estime que la Corrèze avait été « le véritable royaume du maquis », rend hommage aux résistants tués et ajoute :« Hier, ici à Tulle, nous nous inclinions devant les 99 cercueils des martyrs du 9 juin, victimes innocentes des brutes de la division « Das Reich » ». Pour Fouché et Beubatie, « l'autorité de l'État était engagée par son représentant : les victimes des pendaisons étaient « innocentes » ».
Évoquant les commémorations d'après-guerre, Fouché et Beaubatie estiment que le silence à Tulle « assure à la fois une capacité de vivre ensemble dans le même environnement et le maintien de la présence des absents, [...] la forme nécessaire du respect de la mémoire des morts et de la douleur de leurs familles, [...] un symptôme du traumatisme et le symbole de la souffrance des familles dans une ville qui revenait à des occupations habituelles » : à de rares exceptions près, aucun discours n'est prononcé lors des cérémonies. Les mêmes auteurs soulignent l'ambiguïté de ce silence, ou plutôt de ces silences. Les familles des victimes ne peuvent s'exprimer sans accuser les responsables de la bataille des 7 et 8 juin, « cette impossible accusation [qui] constitue l'élément indicible de leur récit. » Pour les responsables de la résistance, il est également impossible d'évoquer le massacre sans risquer de voir leur responsabilité mise en cause ; dans le chef du PCF, ce silence relève « bel et bien d'une tentative d'amnésie ordonnée ».
Un monument est inauguré le 1er novembre 1950 sur le site des deux fosses communes de Cueille, site choisi par les familles des victimes, les autorités locales admettant une décision qu'elles ne pouvaient pas contrarier. Édifié grâce à une souscription publique puis remis, lors de l'inauguration par le président du comité des martyrs créé immédiatement après la libération de la ville, il permet « d'impliquer tous les acteurs honorant les martyrs : les failles pour les manifestations privées du deuil et les pouvoirs publics pour les cérémonies collectives à leur mémoire ». Une urne contenant des cendres provenant des camps de concentration où périrent les habitants de Tulle déportés permet d'associer toutes les victimes de la journée du 9 juin en un seul lieu. Dans son discours, Henri Queuille déclare : « le monument élevé en ce haut lieu symbolisera, pour les générations futures, le lourd tribut de sang et de larmes versées par les Corréziens dans la lutte contre l'oppression. » Les cérémonies d'hommage, initialement limitées au 9 juin se sont étendues sur trois jours : le 7 juin, dépôt de gerbes près de la gare où furent assassinés les gardes-voies et au cimetière de Puy-Saint-Clair, où sont enterrés les maquisards tombés lors de la tentative de libération de la ville ; le 8, hommage aux membres du personnel de l'usine de la Marque victimes des Allemands ; enfin, le 9 une marche silencieuse qui relie le quartier de Souilhac au monument de Cueille.
Ces différentes manifestations« s'apparentent donc à une fête des morts, sans aucune dimension patriotique [et] les discours sont très rares. » Les cérémonies organisées en 2005 font exception à cette règle, le ministre de l'Intérieur Dominique de Villepin et le député-maire de Tulle François Hollande y prenant la parole, ce dernier affirmant que « 60 ans après, Tulle s'insurge devant l'impunité des responsables du massacre qui ne furent, pour la plupart, ni vraiment recherchés, ni finalement jugés [et que] pour nous, la réconciliation n'est pas l'oubli, en rappelant la nécessité d'ajouter au recueillement un travail de mémoire et d'histoire ».
Candidat à la présidence de la République, François Hollande confère lors de son premier grand discours de campagne au Bourget un caractère national à la mémoire du massacre de Tulle Une fois élu, il fait de sa participation aux commémorations « un événement incontournable de son agenda de chef de l'Etat », mais sans y prendre la parole.
Un odonyme local (Rue du 9-Juin-1944) rappelle aussi ces événements.
En mars 2024, année du 80e anniversaire des commémorations du massacre « le comité des martyrs de Tulle lance un site internet pour perpétuer le devoir de mémoire. Il retrace l'histoire du drame et présente de nombreuses photos et des documents d'archives »,

## Historiographie
Les ouvrages consacrés, en totalité ou partiellement, au massacre de Tulle sont relativement peu nombreux, notamment si on les compare à l’abondante bibliographie portant sur le massacre d'Oradour-sur-Glane.
Deux ouvrages ont été rédigés par des otages qui ont échappé au supplice, Jacques-Louis Bourdelle et Antoine Soulier. Le livre d’Antoine Soulier est « un des récits les plus exacts et les plus poignants du drame. L’auteur, instituteur, dont le fils a été pendu, a été l’un des personnages les plus actifs pour reconstituer la trame de l’événement et en retrouver les coupables. »
Le récit du chanoine Jean Espinasse ne peut être écarté mais, « avec la distance grandissante au fur et à mesure des éditions successives, Espinasse a accentué de plus en plus l’importance sacerdotale que l’événement a présenté pour lui et ses souvenirs deviennent de plus en plus problématiques en tant que source historique. Les récits et la personnalité d'Espinasse ont le plus contribué à créer des mythes. » Le rôle que s'attribue l'abbé Espinasse dès 1946 a été remis en question de manière fondamentale par Bruno Kartheuser. Si l'idée du martyr chrétien est déjà présent dans le récit initial — « Ces héros français sont morts munis des sacrements, c'est-à-dire avec la vie surnaturelle... celle que n'ôte pas la mort et qui est plus que la survie des héros à laquelle cependant ils ont droit » — dans la version de 1979, l'aspect religieux prend le pas sur les faits : « comme dans l'Évangile, les futurs condamnés étaient orientés vers la gauche », « chez aucun condamné je n'ai trouvé le refus de Dieu ou de Jésus ». Espinasse va jusqu'à mentionner la conversion, avant sa pendaison, « d'un professeur de philosophie aux idées nettement marxistes, matérialistes et donc athées [...] qui après un Notre-Père, marche sans larmes vers les cordes qui le guettent... vers la Vie ! » ou que le gracié de la dernière chance aurait, s'il n'avait pas été épargné, été le seul exécuté porteur du chapelet ».
Il est aussi à mentionner le journal du préfet Pierre Trouillé, « destiné surtout à la justification de son mandat [émanant du gouvernement de Vichy] à Tulle. » Pour Bruno Kartheuser, « il est difficile de décider dans quelle mesure ce livre peut être utilisé comme une source historique fiable. Le document l'est certainement là où la responsabilité du préfet est moins engagée ; là toutefois où l'attitude du préfet pourrait être mise en cause, la relation des événements sera plus subjective ».
La plupart des ouvrages publiés des années 1960 aux années 1990 - colonel Rémy (1963), Georges Beau et Léopold Gaubusseau (1969/1984), Henri Amouroux (1974), Marcel Meyssignac (1978) Max Hastings (1983), Henri Demay (1993), Jean Besse (1996) - « émanent de personnes qui ont vécu les événements de manière partielle ou qui fondent leur récit sur des déclarations de tiers ; ils se caractérisent par l’absence de connaissance éprouvée ou même minimale, des archives et documents allemands » et « souffrent de leur engagement patriotique. » Largement romancé, le livre du colonel Rémy, qui n'a pas été témoin des événements, a connu une large diffusion et a été la principale source d'information sur les événements de Tulle pour de très nombreux lecteurs : « la volonté de l'auteur de fournir un récit captivant est gênante et fait surgir des doutes sur la valeur du témoignage. » L'ouvrage de Jacques Delarue, Trafics et crimes sous l'occupation (1968), comme celui consacré à l’Histoire de la Gestapo (1962), se dégagent du lot : « ces deux livres constituent des ouvrages de référence pour plusieurs raisons : ils n’émanent pas d’un groupe local impliqué dans les événements ; ils mettent les faits investigués au centre du récit et ils parviennent à une présentation cohérente des événements dans leur contexte ».
En 1971 sort la première édition de l'ouvrage Maquis de Corrèze, rédigé par un collectif d'anciens des maquis FTP. Cette première édition n'évoque ni l'assassinat des gardes-voies, ni les pendaisons, sauf par une brève allusion. Ces deux épisodes n'apparaissent que dans les quatrième (1988) et cinquième (1995) éditions. Selon Fouché et Beaubatie, cet ouvrage, même s'il n'est pas dénué d'intérêt, est avant tout destiné à justifier les décisions des FTP et du Parti communiste.
La parution de Trafics et crimes sous l'occupation suscite une vive réaction d'anciens membres de la Waffen-SS, orchestrée par Otto Weidinger, de concert avec Heinz Lammerding et Albert Stückler. Notamment via des intermédiaires allemands et français, Otto Weidinger influence fortement la rédaction de l'ouvrage de Léopold Gaubusseau. Ce dernier affirme dans une lettre à Weidinger, datée du 12 juillet 1968 : « en France, le communisme est libre. Sa propagande est puissante et scientifique. [...] En 1945, la propagande communiste s'est servie de Tulle et d'Oradour à son profit. Elle disait : « Das Reich », c'est le fascisme, la dévastation, la mort. » La servilité de Gaubusseau est mentionnée dans une lettre de Weidinger à Lammerding : « pour le Dr Gaubusseau, il s'agit avant tout de réfuter de manière évidente les affirmations négatives et fausses de Delarue. [...] Il m'a demandé de vous soumettre sa demande d'organiser une rencontre commune. [...] Le Dr Gaubusseau est convaincu que vous n'êtes pas responsable et voudrait absolument vous connaître. » Un des intermédiaires allemands, Helmut Grützmacher, partage cette opinion en écrivant à Weidinger : « il est touchant en quelque sorte de voir combien il s'efforce de préserver la division « Das Reich » et l'Allemagne de ces événements tragiques en rendant responsable Schmald et ainsi le Sicherheitsdienst ».
Quant aux ouvrages allemands de Herbert Taege, Sadi Schneid et Otto Weidinger, il s’agit « de trois ouvrages négationnistes », « qui se disqualifient par la continuation de la rhétorique de justification coutumière dans les actions d’après guerre de la part des accusés et de leurs avocats » et « se distinguent par leur manière sélective de traiter les faits et la vérité ».
L’histoire du massacre de Tulle a été revisitée et approfondie par l’ouvrage en quatre volumes de Bruno Kartheuser, centré sur la personnalité de Walter Schmald. Kartheuser se fonde sur l'examen critique de toutes les sources françaises et allemandes (archives, publications, document judiciaires, témoignages oraux) en examinant les événements dans leur contexte et sans préoccupation patriotique. La parution du quatrième tome de l'ouvrage de Kartheuser, en 2008, coïncide avec celle de l'ouvrage de Fouché et Beaubatie, qui apporte un éclairage nouveau sur les événements, notamment en mettant en évidence le mauvais état de la division « Das Reich », son rôle dans la répression, qui ne relève pas du hasard, et l'impréparation de l'offensive des FTP sur Tulle.
D'après Fouché et Beaubatie, l'authenticité de l'unique image utilisée pour représenter le massacre pose de sérieux doutes. Reproduite dans l'ouvrage Maquis de Corrèze et chez Kartheuser, faisant la couverture de l'ouvrage de Fabrice Grenard, présente au musée de la Résistance et de la déportation de Tulle, reprise sur les sites de France 3 et France 5, il s'agit d'un dessin comportant une scène de pendaison au premier plan, une vue en perspective d'une rue du quartier de Souilhac occupant l'essentiel de l'illustration. Après avoir analysé les contradictions concernant l'original de cette illustration, qui n'a jamais été retrouvé, les troublantes similitudes du cadre de l'image avec une photographie du site antérieure au massacre, procédé à une analyse critique, voire hyper-critique de l'illustration, ces auteurs estiment que « le dessin des pendaisons ne nous paraît pas pouvoir être considéré comme un document réalisé par un témoin de la scène », et vont jusqu'à en attribuer la paternité à l'un des collaborateurs des publications d'après-guerre du mouvement de résistance « Front national ». Cette image est toutefois utilisée à de nombreuses reprises dans le documentaire d'Emmanuel Amara, Le massacre de Tulle.